# Kenilworth
Kenilworth es una localidad y parroquia civil en Warwickshire, Inglaterra a unos 8 km al suroeste del centro de Coventry, 8 km al norte de Warwick y 140 km al noroeste de  Londres. La localidad se encuentra a la vera del río Finham Brook, un tributario del río Sowe, el cual es afluente del río Avon a unos 4 km al noreste del centro de la localidad. La población de la parroquia es de 22,413 habitantes (2011). Kenilworth se destaca por las amplias ruinas del castillo de Kenilworth. Otros puntos de interés son las ruinas de la Abadía de Kenilworth en el parque Abbey Fields, la iglesia parroquial de San Nicolás y el Reloj de Kenilworth.